# 桜沢菜々子
桜沢 菜々子（さくらざわ ななこ、1975年11月20日 - ）は、日本の元AV女優・元ストリッパー。
「桜沢 奈々子」と表記される場合もある。

## 略歴・人物
1995年に『腰のフリがよかっペナ!』（メビウス）でAVデビュー。
初期の頃のプロフィールには「福島県出身」と記述されていたが、後に本人が青森県出身であることを明かした。
テレビのバラエティ番組やAV女優に関するドキュメント番組などにも出演したことがある。
AV引退後はストリッパーに転身。

## 出演作品

### アダルトビデオ
1995年
- すけべっ娘 7 （12月21日、CUE）…オムニバス作品
- 腰のフリがよかっペナ! （12月25日、メビウス） ※デビュー作

1996年
- うぶ毛までピンク色 （1月24日、メビウス）
- 超淫エクスタシー 絶対絶頂むすめ （2月29日、SAMM）
- この腰が抜けるまで!! （3月23日、VINL）
- 色狂いメスざかり （4月15日、SAMM）
- 性獣クィーン （4月23日、VINL）
- AVアイドル隷嬢物語 （5月18日、VINL）
- 六本木お尻美人 （6月20日、笠倉出版社）
- 淫獣大行進 異常・欲情・極上 （7月12日、SAMM）
- 堕落 2 （7月27日、VINL）
- 菜々子の男漁り （8月18日、シュガー・ワークス）
- あぶない放課後シリーズ 新・女教師スペシャル （9月12日、V&Rプランニング）
- 極エロ・ドバドバ!! 2 （9月14日、メビウス）
- 淫華乱舞 （12月6日、BAZOOKA）
- 続アクションビデオ 15 特別編 （12月10日、惑星共同体）
- VINLハウスの果実たち VOL.6 （12月21日、VINL）
- AV女優 （IBUKI）
- 女教師いんらん痴漢電車 8 （笠倉出版社）

1997年
- 奴隷秘書 16 （1月31日、シネマジック）
- 喪服奴隷 11 （4月11日、シネマジック）
- 素晴らしき淫乱王国 （4月16日、SAMM）
- 喪服奴隷スペシャル 3 （10月3日、シネマジック）
- お姉さんはサンタクロース 2 （レイディックス）

1998年
- 現場にオジャマ! 総集編 AVアイドル犯り逃げ大作戦 （2月23日、CUE）
- 無知なOL 蛇縛の巡礼折檻 （4月1日、アタッカーズ）
- 看護婦レイプ 猥褻病棟 （7月1日、アタッカーズ）
- スーパーおしゃぶり100連発! （9月1日、h.m.p）
- 奴隷秘書スペシャル 5 （9月18日、シネマジック）

1999年
- C-ECSTASY （5月17日、MOODYZ）
- 美人妻ぶっかけ 5本搾り （6月3日、コトック）

2000年
- 中出し全集 第四巻 （10月11日、桃太郎映像出版）

2002年以降
- 蛇縛の社淫 Select （2002年3月22日、アタッカーズ）
- 痴熟女 5人のビンカン男責め! （2002年7月15日、V&Rプランニング）
- オナニー白書 Deluxe Part1 （2003年4月11日、ファイブスター）
- 死夜悪 アンソロジー2 （2003年7月8日、アタッカーズ）
- 奴隷秘書 EX 2 （2003年10月24日、シネマジック）
- 奴隷秘書 File.5 （2005年6月24日、シネマジック）
- 喪服奴隷 EX （2007年1月26日、シネマジック）
- ザ・ノーズプレイ コレクション DX3 （2007年7月4日、シネマジック）
- ザ・スパンキング 2 （2007年7月4日、シネマジック）

他多数出演

### オリジナルビデオ
- ザ・近親相姦 インターネットの告白 （1998年9月28日、ドルフィンフィルム）
- ザ・フレッシュ 女子大生殺しの講義 （1998年10月2日、カレス・コミュニケーションズ）
- 強奸監禁旅館 （1998年12月25日、ピンクパイナップル）
- 若妻SEXフレンド志願 （1999年1月27日、ピンクパイナップル）
- 強姦タクシー （1999年9月21日、ミュージアム）

### ピンク映画
- 襦袢未亡人 白い蜜肌 （2000年3月17日、エクセスフィルム）
- OL性白書 くされ縁 （2000年6月30日、新東宝映画）
- 馬を飼う人妻 （2001年6月15日、エクセスフィルム）
- アブノーマル体験 第六の性感 （2001年10月26日、新東宝映画）
- エロマダム 襦袢と喪服（2007年、Xces Film）‐ 九條菊江 役[1]

## 雑誌
- オレンジ通信 1996年06月号（表紙）